# Andrena curvungula
Andrena curvungula (лат.) — вид пчёл рода Andrena из семейства Andrenidae. Европа, Кавказ, Турция.

## Описание
Длина около 1 см (до 14 мм). От близких видов отличается следующими признаками: пятый членик задней лапки удлинён и сильно изогнут; галеа гладкая и блестящая, наличник также частично блестящий, без пунктированной продольной срединной линией; задние голени тёмные; тергит T1 мелко и густо пунктирован, точки разделены максимум на 1 диаметр, обычно на 0,5 диаметра, без микропунктуры. Ямки с плохо выраженным внешним краем, нечетко вдавлены, отделены от латерального оцеллия на расстояние, превышающее его диаметр. Все тергиты брюшка тёмные; мезонотум с короткими чешуйковидными рыжевато-коричневыми волосками. Задняя поверхность заднего бедра с продольным рядом шипов или зубцов. Ассоциирован с растениями рода Колокольчик (Campanulaceae).
Летают в середине лета. В крупных колониях до 60 гнёзд на 3 м2.